# Leudon-en-Brie
Leudon-en-Brie – miejscowość i gmina we Francji, w regionie Île-de-France, w departamencie Sekwana i Marna.
Według danych na rok 1990 gminę zamieszkiwało 131 osób, a gęstość zaludnienia wynosiła 31 osób/km² (wśród 1287 gmin regionu Île-de-France Leudon-en-Brie plasuje się na 1042. miejscu pod względem liczby ludności, natomiast pod względem powierzchni na miejscu 736.).